# Robinson 2023 (höst)
Höstsäsongen av Robinson 2023 var den 24:e säsongen av Robinson. Säsongen hade premiär den 2 oktober 2023 på TV4 och TV4 Play. Petra Malm kom tillbaka till sin andra säsong som programledare. En annan nyhet var att söndagsavsnitten flyttades till torsdagar. Första måndagen visades ett timmeslångt avsnitt för att starta säsongen. Vinnare blev Pelle Lilja som därmed fick Robinson-statyetten och 500 000 kr.

## Deltagare
Säsongens 19 startdeltagare presenterades den 18 september 2023. Pelle Lilja, som lämnade höstsäsongen av Robinson 2022 av privata skäl, återvände. Tre jokrar (Johan, Pernilla och Sara) tillkom under säsongen. Johan Gärtner är den andra i Robinsons historia som har fått upp en eld utan tändstål och glasbit.
| Namn                 | Ålder | Ort                            | Startdag | Slutplacering | Elimineringsdag |
| -------------------- | ----- | ------------------------------ | -------- | ------------- | --------------- |
| Pelle Lilja          | 59    | Enskede                        | 1        | 1             | Vinnare         |
| Emilio Mio Vega      | 30    | Marbella (Spanien) / Stockholm | 1        | 2             | 42              |
| Emilia Persson       | 22    | Gävle                          | 1        | 3             | 42              |
| Franz Mateo          | 42    | Lund                           | 1        | 4             | 41              |
| Magnus Kannerbro     | 53    | Göteborg                       | 1        | 5             | 41              |
| Ylwa Lidén           | 66    | Sorsele                        | 1        | 6             | 40              |
| Sara Mölldal         | 27    | Stockholm                      | 4        | 7             | 39              |
| Karolina Tilander    | 22    | Södertälje                     | 1        | 8             | 38              |
| Wilmer Tuoremaa      | 22    | Kiruna                         | 1        | 9             | 38              |
| Tove Dalsryd         | 29    | Stockholm                      | 1        | 10            | 34              |
| Daniela Maniscalchi  | 39    | Göteborg                       | 1        | 11            | 34              |
| Els-Marie Enbuske    | 45    | Stockholm                      | 1        | 12            | 34              |
| Ken Gacamugani       | 30    | Enköping                       | 1        | 13            | 34              |
| Maria Viscovi Falk   | 37    | Göteborg                       | 1        | 14            | 34              |
| Johan Gärtner        | 34    | Mölndal                        | 4        | 15            | 27 (lämnade)    |
| Charlie Wiberg       | 33    | Aneby                          | 1        | 16            | 27 (diskad)     |
| Pernilla Hägglund    | 30    | Mariehamn (Åland)              | 4        | 17            | 23              |
| Therese Tang         | 41    | Kalmar                         | 1        | 18            | 21 (lämnade)    |
| Peder Karlsson       | 48    | Täby                           | 1        | 19            | 15              |
| Sacarias Kiusalaas   | 33    | Stockholm                      | 1        | 20            | 12              |
| Deisi da Silva Rudén | 45    | Eskilstuna                     | 1        | 21            | 11              |
| Patrik Bernstorf     | 52    | Tyresö                         | 1        | 22            | 7               |